# Ovi (Nokia)
Ovi était la marque pour les services Internet de Nokia, marque abandonnée en 2011. Les services Ovi pouvaient être utilisés à partir d'un appareil mobile, un ordinateur (par l'intermédiaire de Nokia Ovi Suite) ou via le Web. Nokia se concentre sur cinq domaines de services : les jeux, les cartes, les médias, la messagerie et la musique.  Avec l'annonce Ovi Maps API Player, Nokia a commencé à faire évoluer ces services dans une plate-forme, permettant aux tiers de faire usage des services Ovi de Nokia. Ovi est le mot finnois pour « porte ». En date du  28 février 2010, il y avait près de 1,5 million de téléchargements par jour avant d'arriver à 3 millions par jour en novembre 2010.
- Le service est voué à disparaître selon la volonté de l'ex-cadre de Microsoft, afin de se fondre dans l'écosystème Windows mobile, et de ne proposer plus qu'une expertise matérielle[5].

- Le 16 mai 2011, Nokia annonce le changement de nom, tous les services sont désormais sous un nom unique, Nokia Services avec comme uniques noms Nokia Store, Nokia Maps et Nokia Music. Cette transition a eu lieu de juillet 2011 à fin 2012 « En centralisant nos services à travers une seule marque et pas deux, nous allons renforcer la puissance de la marque Nokia et unifier notre structure » explique Jerri Devard, vice-président exécutif de l'entreprise. Cela est mis en place à cause de l'arrivée de Windows Phone 7 comme principal système d'exploitation mobile[6],[7],[8],[9].

## Histoire
Ovi a été annoncé le 29 août 2007 à l'événement Go Play de Londres. Le mot « OVI » signifie « porte » en finnois. Le 4 décembre, un plan plus ambitieux a été annoncé avec plus de détails sur les logiciels de bureau quand public bêta serait offert. La version bêta publique a été publié le 28 août 2008.
Nokia a depuis acquis les éléments essentiels d'Ovi. Cela inclut la propriété intellectuelle, des brevets et des composants de base tels que la synchronisation. Acquisition de propriété intellectuelle, les brevets des entreprises comme Starfish Software, Intellisync, NAVTEQ, gate5, Plazes et d'autres. D'autres éléments ont été développés en interne.
Le 20 mai 2009 à la Where 2.0 événement à San Jose, aux États-Unis Nokia annonce la sortie de l'API Ovi Maps Player, qui permet aux développeurs web d'intégrer Ovi Maps dans un site web en utilisant JavaScript.

## Services

### Nokia Ovi Suite
Nokia Ovi Suite permet aux utilisateurs de téléphones mobiles Nokia pour d'organiser et de partager leurs photos et leurs données entre leurs PC et leurs téléphones mobiles. La version actuelle de Nokia Ovi Suite est la 3. Une version Mac OS X a été annoncée en novembre 2008 et a été «prévue pour bientôt». Aucune mise à jour sur cette annonce a été mise à disposition à ce jour.

### Ovi Sync
Ovi Sync vous permet de synchroniser vos contacts, calendriers des événements et des notes à ovi.com. Le service peut être utilisé comme un moyen de sauvegarder vos données ou de le modifier dans votre ordinateur pour ensuite l'envoyer à votre téléphone. Il n'y a pas d'auto-synchronisation pour le moment.

### Ovi Store

Le logo de l'Ovi Store

L'Ovi Store a été lancé dans le monde entier en mai 2009. Ici, les clients peuvent télécharger des jeux mobiles, des applications, des vidéos, des images et des sonneries à leurs appareils Nokia. Certains des logiciels sont gratuits, d'autres peuvent être achetés par carte de crédit ou par l'intermédiaire de facturation opérateurs. Le contenu de Ovi Store est trié dans les catégories suivantes :
- Recommandé
- Jeux
- Personnaliser
- Applications
- Audio & Vidéo

Ovi Store est destiné à offrir aux clients un contenu qui soit compatible avec leurs appareils mobiles et réponde à leurs goûts et des lieux. Les clients peuvent partager des recommandations avec leurs amis, voir ce qu'ils téléchargent, et leur faire voir les points d'intérêt.
Environ 3 millions de téléchargements se font chaque jour. Une centaine de développeurs ont dépassé le cap du million de téléchargements d'applications. Il y a 400 000 nouveaux développeurs dans les 12 derniers mois qui ont participé à ce service,.
Pour les éditeurs de contenu, Nokia propose un outil libre-service de mettre leur contenu à l'Ovi Store, les types de contenu pris en charge : Java ME, les applications Flash, widgets, sonneries, fonds d'écran, thèmes, et plus pour Nokia Series 40 et S60 mais également pour Symbian^3. Nokia propose un partage des revenus de 70 % du chiffre d'affaires brut, déduction faite des remboursements et des rendements, déduction faite des taxes applicables et, le cas échéant, les frais fixes de facturation opérateur.

### Ovi Maps

Le logo d'Ovi Maps

Ovi Maps, permet de naviguer sur les lieux de tous les coins du monde, planifier des voyages, de rechercher des adresses et points d'intérêt, et les enregistrer sur Ovi depuis son téléphone ou internet. 
Pour installer le plug-in de Ovi Maps qui permet d'avoir plus de fonctionnalités, il faut avoir soit Windows XP / Vista avec Internet Explorer 6 et versions ultérieures, Mozilla Firefox 3 ou version ultérieure, soit Mac OS X avec Safari 3 ou version ultérieure.
Le logiciel permet d'utiliser son mobile comme GPS routier ou pédestre gratuitement depuis le 21 janvier 2010. Il est possible de télécharger gratuitement les cartes des 74 pays couverts ainsi que les mises à jour. De nombreuses voix pour le guidage vocal sont aussi disponibles. 
En utilisant le support fournis ou acheté séparément, il permet de remplacer les GPS traditionnel utilisé dans un véhicule comme TomTom ou Mappy, à moindre coût.
Ovi Maps a aujourd'hui été remplacé par Here Maps, qui dispose de plus de fonctions.

### Ovi Mail
- Nokia annonce le 11 mars 2011 le transfert d'OVI Mail vers Yahoo! Mail[19],[20].

Ovi Mail est un système de courriel facile à utiliser, l'adresse étant conçue pour un accès à partir de votre appareil mobile Nokia et peut également être consultée à partir de navigateurs Web compatibles. La phase de beta a commencé en décembre 2008, et est également disponible pour tous les utilisateurs Ovi à partir du 20 février 2009.
Le courrier fonctionne avec les navigateurs Web standard, tels qu'IE 6, IE 7, Firefox 2 et Firefox 3 et est actuellement disponible en 15 langues : l'anglais américain, anglais britannique, indonésien, malais, le bengali, le filipino, français, allemand, hindi, italien, portugais (Brésil), portugais (Portugal) et espagnol (Espagne).
Actuellement, plus de 35 modèles de téléphones différents utilisant S40 et Symbian S60 fonctionnent avec ce nouveau service. Selon son site Internet Ovi Mail est un service de messagerie mobile numéro 1 en Indonésie, l'Afrique du Sud, les Philippines, le Mexique, le Brésil et l'Inde. Le 11 août 2009 Nokia a annoncé que dans un peu plus de six mois sur 650 000 comptes ont été créés sur mobile dispositifs et plus d'un million de comptes ont été activés au total. Le 8 janvier 2010, il a été annoncé par Nokia PDG Olli-Pekka Kallasvuo que le service Ovi Mail avait atteint 5 millions d'utilisateurs.

### Instant Messaging
Les nouveaux téléphones Nokia ont également été livrés avec un logiciel qui permet de faire de la messagerie instantanée (IM). En dehors de l'aide de comptes avec d'autres fournisseurs populaires de service de messagerie instantanée (par exemple, pour le réseau ICQ), un utilisateur peut également utiliser son compte Ovi pour envoyer et recevoir des messages instantanés vers et depuis les utilisateurs Ovi autres. Selon les tarifs de l'utilisateur pour l'envoi de SMS pour se connecter à Internet depuis le téléphone mobile, en utilisant la messagerie instantanée peut s'avérer soit nettement moins cher (en fonction du volume plan de données) ou beaucoup plus cher (basé sur le temps plan de données).

### Ovi Share
Ovi Share est un site de partage de médias. Initialement appelé Twango, le site permet le téléchargement et le stockage de photos, vidéos, etc. L'utilisateur peut télécharger directement à partir des téléphones mobiles Nokia à travers le Share Online 3.0 Application, et peuvent également utiliser leur PC. 

### Ovi Files
- Ce service a été supprimé par Nokia le 1er octobre 2010[26],[27],[28].

Ovi Files permettait aux utilisateurs d'accéder à distance, d'envoyer et de créer un miroir en ligne des fichiers stockés sur leur PC Windows et les ordinateurs Macintosh à partir de n'importe quel mobile ou un navigateur web d'un ordinateur. Des fonctionnalités supplémentaires permettaient aux utilisateurs de télécharger du contenu sur leur ordinateur à distance et la prévisualisation de Microsoft Office et des documents Adobe PDF sans avoir besoin d'un navigateur plug-in installé localement ou application.
Ovi Files était basée sur « Access and Share » (Accès et partage), service créé par Avvenu Incorporated, que Nokia a acquis le 5 décembre 2007.
À l'origine un service premium, Ovi Files a été faite gratuitement en juillet 2009.

### Ovi Musique
Nokia Music Store permet l'achat de la musique directement sur un appareil mobile ou via un PC. Télécharger des logiciels Nokia Music pour PC est disponible à partir d'ici.
Le magasin est actuellement disponible en Australie, Autriche, Brésil, Finlande, France, Allemagne, Inde, Irlande, Italie, Mexique, Pays-Bas, Norvège, Pologne, Portugal, Singapour, Afrique du Sud, Espagne, Suède, Suisse, Espagne, les Émirats arabes unis, et le Royaume-Uni avec plus de pays lançant régulièrement.
Lorsque vous achetez un Nokia Comes With Music, vous obtenez des téléchargements illimités de musique libre de millions de morceaux à partir du Nokia Music Store sur votre PC et Mobile. Vous les gardez même une fois votre abonnement terminé.
Nokia Comes With Music est actuellement disponible en Australie, Autriche, Brésil, Finlande, Allemagne, Italie, Mexique, Singapour, Suède, Suisse, Russie, Royaume-Uni et l'Afrique du Sud. Ce service a été rebaptisé Ovi Music Unlimited. 
Depuis septembre 2010, Nokia Music Store devient Ovi Musique.

### Ovi Player
Nokia Ovi Player, anciennement connu sous le nom de Nokia Music PC Client, est la gestion de la musique et le logiciel de lecture pour PC. Nokia Ovi Player est requis pour accéder à Nokia Music Store et Nokia Comes With Music de service. Téléchargement de Nokia Ovi Player est disponible à partir d'ici.
Nokia Ovi Player permet aux utilisateurs de télécharger des morceaux de musique et les magasins prévoient un transfert facile des pistes de téléphones pris en charge et les lecteurs MP3. Nokia Ovi Player prend en charge Media Transfer Protocol (MTP) et sera en mesure de transférer les pistes audio de tous les téléphones ou lecteurs MP3 appui du PSG sur la norme USB.

### N-Gage
La plate-forme N-Gage 2.0  a été intégrée dans les téléphones portables Nokia N78, Nokia N79, Nokia N81, Nokia N81 8GB, Nokia N82, Nokia N85, Nokia N86, Nokia N95, Nokia N95 8GB, Nokia N96 et dans le Nokia 5320. Au début de 2008,, une version actualisée de la plate-forme de jeux mobiles (y compris sa composante en ligne - le N-Gage Arena) est entrée en service, selon Nokia. Le service a travaillé dans le passé seulement avec le jeu Nokia N-Gage mobile, mais la compagnie a déclaré qu'elle va bientôt travailler avec d'autres dispositifs.

## Revenus lors de la publication de logiciels
Les éditeurs de contenu, ou de logiciels indépendants (ISV), peuvent rejoindre le programme Ovi pour un montant de 50 €. Les développeurs recevront 70 % du chiffre d'affaires de Nokia de la vente de leur produit. Toutefois, si le produit est acheté en utilisant la facturation des opérateurs, puis entre 40 % - 50 % du prix payé par le consommateur est d'abord donnée à l'opérateur, le logiciel du programmeur sera examiné par Nokia avant la publication.